# Resident Evil Zero
Resident Evil Zero (укр. Оселя зла: Нуль), BIO HAZARD ZERO (яп. バイオ ハザード 0 Баіо Хадза: до Зеро, Біологічна загроза Нуль) — відеогра з серії ігор «Resident Evil». Вийшла в 2002 році на приставці Nintendo GameCube. Влітку 2008 року гра була портована на Nintendo Wii.

## Ігровий процес
Гравець класично для серії керує бійцем, що знищує зомбі і мутантів, а також вирішує головоломки. Головна особливість Resident Evil Zero — функціональне нововведення з назвою «partner zapping», що дозволяє перемикати контроль над персонажами протягом гри, замість того, щоб використовувати лише одного з них.
Обидва персонажі здатні рухатися як разом, так і окремо — другорядним персонажем керуватиме комп'ютер і того можна буде використати для розвідування іншої локації. У грі зустрічається кілька головоломок, успішне розв'язання яких можливе саме завдяки такому способу керування. Кожен з персонажів має свої особливості: Ребекка — медик, здатна готувати лікарські препарати зі знайдених трав. Окрім цього, вона може проникати у важкодоступні місця. Біллі може переносити тяжкі предмети, має в арсеналі запальничку, володіє вищим рівнем здоров'я, у порівнянні з Ребеккою, але не здатен змішувати трави.
Також в грі скасована традиція, коли всі знайдені предмети можна скласти на зберігання в ящик, а потім дістати з іншого ящика. Тепер гравець може в будь-якому місці викинути що-небудь зі свого інвентаря щоб звільнити місце для добутого предмета. Надалі залишений предмет можна знову підібрати, а карта гри підкаже де саме його можна знайти.

## Сюжет
23 липня 1998 команда «Браво» спецзагону «S.T.A.R.S.» (Special Tactics And Rescue Service — Спецзагін з Тактичних і Рятувальних Операцій) відряджена для розслідування гучного серії вбивств, що відбулися в Арклейських горах — передмісті Раккун-Сіті. По шляху до місця розслідування у гелікоптера, в якому летіла команда спецпризначенців, відмовляє двигун, і він здійснює аварійну посадку в лісі. Продовживши рух в потрібному напрямку, команда стикається з перевернутим позашляховиком військової поліції, в якому вони знаходять тіла двох офіцерів з дивними слідами на тілах. Згідно знайдених документів, машина перевозила злочинця, колишнього військового, винного у вбивствах, до місця страти. Далі команда приймає рішення розділитися, щоб розширити район пошуків.
Ребекка виявляє, що зупинений експрес неподалік кишить зараженими інфекцією людьми — зомбі. Нажахана зустріччю з ними, вона знаходить живу людину — хлопця на ім'я Біллі Коен, колишнього морського піхотинця, якого перевозила знайдена в лісі машина. Тепер Ребекка і Біллі стають однією командою і рухаються далі разом, боронячи один одного від монстрів: зомбі, мутованих собак, п'явок і величезного мутанта-скорпіона. Раптово потяг починає рух і набирає небезпечну швидкість. Ребекка й Біллі використовують стоп-кран і покидають потяг. Перед ними постає занедбаний науково-дослідний комплекс.
Двоє персонажів обходять підземний комплекс, відбиваючи атаки істот, що з'явилися в ході експериментів корпорації «Umbrella»: мутованих комах, павуків і приматів. У ході проходження Коен розповідає про своє минуле. Його загін проти власної волі був відправлений на знищення ні в чому не винних цивільних осіб із африканського села, в охопленій громадянською війною країні. Незабаром стало відомо, що наказ знищити цивільних ґрунтувався на сфальшованій інформації, а значить був злочинним.
Незабаром Ребекка і Біллі дізнаються, що колишній господар комплексу, Джеймс Маркус, за участю Озвелла Спенсера і Едварда Ешфорда здійснили фундаментальне відкриття — вірусу-прабатька. Змішавши його з вірусом Еболи, вони отримали агент, здатний викликати негайну мутацію зараженого організму. Єдиним фактором, що чинив згубний вплив на вірус була вкрай висока світлочутливість. Спочатку Ешфорд хотів застосовувати відкритий ними вірус в медицині, використавши його потужні регенеративні властивості, але після його смерті Спенсер і Маркус почали вивчати можливості застосування вірусу як біологічної зброї. Скомбінувавши вірус з ДНК п'явки, вони отримали Т-вірус, що перетворював заражених на зомбі.
Здолавши у вирішальному поєдинку гігантського кажана, Біллі Коен зазнає атаки зараженого Т-вірусом примата і зникає в підземелля комплексу. Ребекка вирушає на його пошуки, де зустрічає іншого члена команди «Браво» — командира Енріко Маріні. Розлучившись з Енріко, вона б'ється з велетенською істотою Тираном Т-001, а потім знаходить зниклого Біллі.
Після сутички з Тираном, Біллі та Ребекка зустрічають Маркуса. Він розповідає їм, що ані Альберт Вескер, ані Вільям Біркін не мають жодного відношення до вірусу, який згубив залізничний експрес і будинок в горах. Вся вина належить йому — Маркусу, який працював на корпорацію «Umbrella» аж до того моменту, коли його вбили Вескер і Біркін за наказом Спенсера. Вмираючи, Маркус ввів у своє тіло заражену Королівську п'явку, що дозволило йому «воскреснути» і зберегти пам'ять про своє колишнє життя. Тепер Маркус перетворюється на масу п'явок, яка починає переслідувати героїв. Біркін активує систему самознищення, а Ребекка та Біллі вступили в фінальний бій з химерною формою Маркуса — Королівською п'явкою. Здолати монстра їм допомогло яскраве світло світанку, промені якого потрапили через розкол у стелі лабораторії. Ребекка кидає Біллі револьвер, а той добиває Королівську п'явку.
Комплекс вибухає, Ребекка і Біллі вибігають на вершину скелі, звідки відкривається вид на будинок Спенсера, де ще відбудуться події першої частини Resident Evil. Герої віддають один одному військову честь. Ребекка заявляє, що відтепер Біллі Коен офіційно вважається загиблим. Біллі йде своєю дорогою, а Ребекка — у напрямку до будинку, в надії дізнатися про долю членів команди «Браво». Це прямо передує першій грі Resident Evil.

## Розробка
Вперше про Resident Evil Zero було оголошено на виставці Tokyo Game Show в 2000 році. Спочатку планувалося випустити гру для приставки Nintendo 64, оскільки серед розробників вважалося, що система перемикання керуванням персонажами «partner zapping» і особливість, за якої предмети в грі могли скидатися в будь-які локації, більше придатна для ігрової консолі, що використовує носієм інформації картридж (а такою є N64), ніж для тих, що використовують оптичний диск (PlayStation і Dreamcast), оскільки для реалізації нововведень в геймплеї потрібно величезна кількість завантажень з носія в пам'ять. Зважаючи на те, що п'яте покоління ігрових приставок відживало свій вік, виробництво перенесли на наступну консоль Нінтендо — GameCube. Оскільки ця консоль все ж використовувала оптичний диск, програмістам довелося застосувати всі свої вміння, щоб знизити число завантажень.
На відміну від раніше випущених ігор серії Capcom, у яких, як правило, багато чого змінювали в сценарії на етапі виробництва, в Resident Evil Zero як сценарій, так і встановлення практично не зазнали жодних змін. Однією з нечисленних змін стало те, що в первісній версії Ребекка вдягала на голову червону бандану, а в тій, що вийшла в підсумку на GameCube, на Ребеці вдягнутий берет. Таким чином, Ребекка здобула той самий зовнішній вигляд, який вона має в ремейку Resident Evil, що незадовго до цього вийшов на GameCube.
Гра була добре сприйнята критиками і розійшлася світом тиражем в 1,25 млн копій.

## Версія для Wii
Версія для наступної консолі — Wii — вийшла в Японії 10 липня 2008 під назвою Resident Evil Archives: Resident Evil 0. Гра являла собою прямий порт з доданою підтримкою для Wii Remote і нунчак (без покажчика напрямку), а також «класичного» геймпада. У Північній Америці гра вийшла 1 грудня 2009.

## Персонажі
| Герой           | Опис |
| --------------- | --- |
| Ребекка Чемберс | Наймолодший член команди «S.T.A.R.S. Bravo», медик, ледь надійшла на службу. |
| Біллі Коен      | Засуджений за військовий злочин, якого не скоював, один з головних героїв. Його перевозили на вантажівці для здійснення смертної кари, але вантажівка зазнала нападу і Біллі втік. |
| Альберт Вескер  | Капітан відділення «S.T.A.R.S.» у Раккун-Сіті. Насправді він подвійний агент, що працює на корпорацію «Umbrella» і один з керівників проекту зі створення смертоносного Т-вірусу.  |
| Вільям Біркін   | Один з творців Т-вірусу. Молодий вчений, він одержимий своїми експериментами і готовий заради їх здійснення йти до кінця.                                                          |
| Джеймс Маркус   | Один з творців «Umbrella». Одного разу його вкусила інфікована Т-вірусом п'явка і з тих пір Маркус має необмежену владу над п'явками. Головний ворог у грі.                        |
| Енріко Маріні   | Командир «S.T.A.R.S. Bravo». |
| Едвард Дьюі     | Пілот гелікоптера команди «S.T.A.R.S. Bravo». |

## Зброя
| Зброя                                         | Опис |
| --------------------------------------------- | --- |
| Ніж                                           | Найслабша зброя гри. |
| Пістолет «Beretta M92FS»                      | Найслабша вогнепальна зброя гри, ефективна проти зомбі та церберів. Знаходиться в арсеналі Ребекки з самого початку гри.                                                      |
| Пістолет «Kimber Custom M1911A1»              | Біллі починає з ним гру і може передати його Ребеці, отримавши в своє розпорядження більш потужну зброю. За характеристиками трохи могутніший і точніший чим «Beretta M92FS». |
| Дробовик «Remington M870»                     | Один із найкращих видів зброї в грі, ефективний як проти слабких, так і проти сильних ворогів.                                                                                |
| Рушниця «European American Armory Custom Gun» | Потужніша зброя, чим дробовик, проте мала ємність (2 патрони) робить його дуже повільним.                                                                                     |
| Гранатомет «Penn Arms L -6 Combat Custom»     | Може використовувати три види гранат (напалмові, запальні і звичайні). Одне з найпотужніших зброй в грі.                                                                      |
| Пістолет «Magnum»                             | Друга за потужністю зброя в грі. Рекомендується використовувати проти босів і серйозних ворогів.                                                                              |
| Коктейль Молотова                             | Створюється шляхом з'єднання пляшки та каністри з бензином. Ефективно діє проти повільних і ворогів, які бояться вогню.                                                       |
| Пістолет «Upgraded Beretta M92FS»             | Модифікований пістолет Ребекки, в якому збільшується точність, що може заощадити боєприпаси.                                                                                  |
| Пістолет «Upgraded Kimber Custom M1911A1»     | Модифікований пістолет Біллі, в якому збільшується точність. |
| Револьвер «Magnum»                            | Секретна зброя, стає доступна після проходження міні-ігри, яка відкривається після проходження основного сюжету. Набагато потужніша звичайного Маґнума.                       |
| Автомат «H&K M-59»                            | Секретна зброя, ефективна проти швидких ворогів. |
| Ракетна установка                             | Секретна зброя, найпотужніша в грі. |